# 김용광 (축구 선수)
김용광(1992년 9월 18일 ~ )은 조선민주주의인민공화국의 축구 선수이다. 포지션은 공격수이다. 현재 홰불체육단 소속이다.